# ヒドノラ科
ヒドノラ科（ヒドノラか、学名: Hydnoraceae）は、コショウ目に分類される科の1つである。2022年現在では、ヒドノラ亜科としてウマノスズクサ科に含めることも多い。すべて光合成能を欠く全寄生植物であり、寄生根で宿主植物に寄生し、地上に大きな花を咲かせる（図1）。花は3–4枚の多肉質の花被片をもち、雄しべは多数の葯をもつ。
2属13種ほどが知られ、ヒドノラ属（Hydnora）はアフリカ、アラビア、マダガスカルに、プロソパンケ属（Prosopanche）は中南米に分布する。

## 特徴
光合成能を欠く全寄生植物である。寄生根によって宿主の根に寄生する。茎の維管束はふつう複数輪に配置しており、散在中心柱的。道管は単穿孔をもつ。師管の色素体はデンプン粒やタンパク質顆粒を欠く。維管束形成層による二次成長はしない。完全に葉を欠く。
花は比較的大型、両性、放射相称、地下部から内生的に生じ、地上に伸びるが、土中で開花することもある（上図1a）。花被片は3–4(–5)枚、敷石状、厚く多肉質、基部で合生し、背軸面は褐色、向軸面は白、赤、ピンク、褐色など（上図2b, c, 下図3a–c）。雄しべは3–4(–5)個が1輪につき、花被に対生してこれに合着し、葯は多数、外向、離生または合生、縦裂開または横裂開する（下図3a, c）。プロソパンケ属は外側に1輪の仮雄しべをもつ。花粉は単溝粒、2細胞性。心皮は3(–4)枚、合生、花柱を欠き、柱頭は1–3個。子房は1室、子房下位、側膜胎座（プロソパンケ属）または頂生胎座（ヒドノラ属）、胚珠は多数、直生胚珠、珠皮は1枚で退化的、厚層珠心。胚嚢は2胞子性（プロソパンケ属）または4胞子性（ヒドノラ属）。胚乳形成は造壁型。
果実は多肉質で非裂開（ヒドノラ属）または横周裂開する（プロソパンケ属）（上図3d）。微小（1 mm以下）な種子を多数（ときに9万個）含む（上図3d）。種子はアラビノースやデンプンを含む内胚乳をもち、外胚乳（周乳）は薄く、胚は小さく未分化。染色体数は n = 12。
色素体DNAは極めて退化的で光合成遺伝子は消失しており、24–29 kbp (kbp = 1,000塩基対) しかない（一般的な植物では 120–160 kbp）。

## 分布・生態

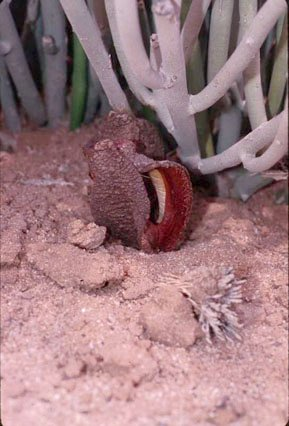
4. 背景にある （トウダイグサ科）に寄生した の花

ヒドノラ属はアフリカ、マダガスカル、アラビア半島に、プロソパンケ属は中南米に分布する（下図5）。

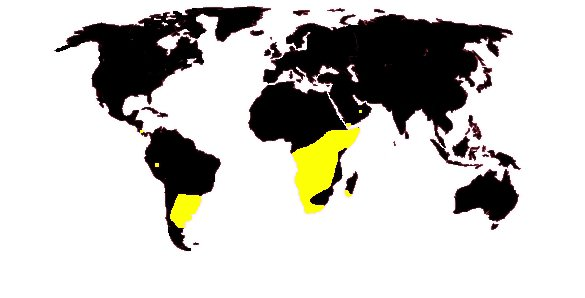
5. ヒドノラ類の分布域（黄色）

ヒドノラ属の宿主はカンラン科、ネムノキ亜科（マメ科）およびトウダイグサ属に限られるが (図4)、プロソパンケ属はより広い宿主範囲を示す。
花は悪臭を放ち、双翅類や甲虫（カツオブシムシ科、ケシキスイ科、コガネムシ科など）によって送粉される。花が発熱するものも報告されており、おそらく匂いを強化する。花に産卵する昆虫もいる。また果実は、おそらく哺乳類に食べられることによって種子散布される。

## 系統と分類
極めて特異な形態をしており、最初は菌類（キノコ）として記載された。その特異性から独立の科とされていたが、他の寄生植物と同様、分類学的位置は一定していなかった。新エングラー体系では、花の形態がウマノスズクサ科に似ることから、ウマノスズクサ目に分類されていたが、他にも、他の全寄生植物とともにラフレシア目やヤッコソウ目に分類される例もあった。また独立のヒドノラ目に分類されることもあった。
やがて分子系統学的研究が行われるようになり、ヒドノラ類はウマノスズクサ科やコショウ科などに近縁であることが示され、コショウ目に分類されるようになった。さらにAPG IV (2016) では、ヒドノラ類をウマノスズクサ科に含めてその1亜科とすることが提唱されている。ウマノスズクサ科内での位置は必ずしも明瞭ではないが、ウマノスズクサ亜科 + ラクトリス属の姉妹群であることが示されることが多い。ただし、一般的にウマノスズクサ科を構成するとされる4群（ラクトリス属、ヒドノラ亜科、カンアオイ亜科、ウマノスズクサ亜科）をそれぞれ独立科とする意見もある。
表1. ヒドノラ科の属までの分類体系の1例
- ヒドノラ科 Hydnoraceae C.Agardh (1821)
2022年現在ではウマノスズクサ科に含めることも多い。この場合、ウマノスズクサ科ヒドノラ亜科に分類する。
  - ヒドノラ亜科 Hydnoroideae Walpers (1852)
    - ヒドノラ属 Hydnora Thunb. (1775)[12]
7種、アフリカ・マダガスカル・アラビア半島
    - プロソパンケ属 Prosopanche de Bary (1868)[13]
6種、コスタリカ・南米南部